# سینتیا جرمنوتا
سینتیا لوئیز جرمنوتا (انگلیسی: Cynthia Louise Germanotta ؛ زادهٔ ۳۰ اوت ۱۹۵۴) انسان‌دوست، کنشگر و کارآفرین اهل ایالات متحده آمریکا است. او مادر لیدی گاگا است و در سال ۲۰۱۲ بنیاد اینگونه زاده شده‌ام را به‌صورت مشترک به همراه گاگا بنیان‌گذاری کرد.